# Screen scraping
Screen scraping es el nombre en inglés de una técnica de programación que consiste en tomar una presentación de una información (normalmente texto, aunque puede incluir información gráfica) para, mediante ingeniería inversa, extraer los datos que dieron lugar a esa presentación. Por ejemplo:
- Extraer de la página web de un diario el tiempo meteorológico previsto.
- Extraer los datos originales a partir de la imagen de una gráfica elaborada.
- Hacer una consulta automática a la página de gestión de nuestro banco para verificar si el saldo es inferior a un umbral.
- Extraer los datos de un informe en PDF para verterlos en una hoja de cálculo.

En general, hay que destacar que los sistemas de los que se extrae la información no están diseñados para extraer dicha información (en algunos casos, es al contrario, como en los sistemas de captcha).
La traducción aproximada de screen scraping es raspado de pantalla.